# 英二ふたたび
『英二ふたたび』（えいじふたたび）は、1997年1月24日にフジテレビ系「金曜エンタテイメント」で放送されたスペシャルドラマ。1988年に放送された『とんぼ』（TBS系）の続編であり、前作から8年後の世界を描いた作品。制作局が前作のTBSからフジテレビに変更。異なる放送局で続編が制作された極めて異例の作品となった。
1999年には、さらに本作の続編として映画『英二』が公開された。

## あらすじ
8年の刑期を終え出所した小川英二は働き口を探すが、殺人の前科者ということで、思うように見つけられない。そんなとき、タクシー乗り場で順番を守らない若者らを注意した花田が暴力を振るわれている場面に遭遇し彼を助ける。その縁で英二は花田の家に居候することとなった。花田には一度嫁いだが出戻った長女の沙恵と、薬害エイズで余命わずかな次女のマリがいた。英二は花田の工場で働くことになる。
ある日、花田の工場へかつて英二が若頭を務めた八田興業の人間が乗り込んでくる。しかもそのボスは、かつて英二の舎弟であり、ヤクザから足を洗ったはずの常吉だった。

## キャスト
『とんぼ』から英二、常吉以外の登場人物は一新されている。
小川 英二 - 長渕剛
8年の刑期を終え出所。若者に襲撃されていた花田を助ける。花田に気に入られ彼の経営する鉄工所で働く。年齢は40歳。
水戸 常吉 - 哀川翔
八田興業の若頭。
『とんぼ』ではヤクザから足を洗ったが、英二が刑務所へ服役中にヤクザに戻り、英二の妹・あずさとは別れてしまった。
マリ - 中山エミリ
花田の次女。年齢は18歳。天真爛漫な性格、薬害エイズで余命わずか。
沙恵 - 藤本喜久子
花田の長女。年齢は28歳。一度は結婚したが、離婚して実家に戻ってきた。
二郎 - 山田辰夫
花田の鉄工所の従業員。当初は英二に啖呵を切りイキっていたが、英二の極道であった過去を知り慕うようになった調子のいい男。元チンピラ。
刑事 - 笹野高史
健二 - 桜金造
常吉の部下で八田興業の幹部。常吉らとともに英二を殺すよう命令を受ける。
湯沢（八田興業の組長） - 柴俊夫
八田興業の組長。常吉に英二を殺すよう命じる。
花田 - 夏八木勲
鉄工所の社長。若者に襲撃されているところを英二に助けられる。背中に入れ墨がある。マリと沙恵の父親。
筒井真理子
井田州彦・川原和久（八田興業組員）、斉藤陽一郎、中島義実、伊藤俊人、安藤一夫、仁科貴、二瓶鮫一、森みつえ、草野康太、干潟智子、中原翔子、長野知夏、武智健二、豊嶋稔、他

## スタッフ
- 制作：フジテレビ、共同テレビ
- 主題歌：長渕剛「とんぼ」（作詞・作曲：長渕剛）（NEW VERSION）
- 挿入歌：長渕剛「かりそめの夜の海」（作詞・作曲：長渕剛）
- 監督・脚本：黒土三男
- プロデュース：川上一夫
- 原案：長渕剛
- 音楽：長渕剛、笛吹利明
- 技術プロデューサー：佐々木俊幸
- 撮影：川越一成
- TD：礒崎守隆
- 映像：鈴木康公
- VTR：渡部営
- 照明：田頭祐介
- 音声：山成正己
- 編集：水野幸夫
- 美術プロデューサー：杉川廣明
- 美術デザイン：山本修身
- 美術進行：津留啓亮
- 大道具：前田智治
- アクリル装飾：磯高志
- 造園：小田隆文
- 装飾：泉人士
- 持道具：西村美津子
- 衣裳：大友雄士郎
- メイク：森田京子、荒井真理子
- ガンエフェクト：栩野幸知
- 技斗：深作覚
- 台本印刷：シナリオプリント
- 技術協力：バスク
- 美術協力：フジアール
- スタジオ：TMC砧スタジオ、国際放映

## 長渕剛ふたたび
ドラマ本放送前の1月18日、ドラマのメイキングおよび長渕が前年に行った横浜アリーナでのライブ、長渕の素顔に迫った『長渕剛ふたたび』が放送された。
長渕を敬愛するつんくや、親交のある脚本家の倉本聰がゲストとしてコメントを寄せている。倉本は、かつて長渕が大麻取締法違反で逮捕され騒動となった後（事件は不起訴処分）、東京にいられない時期に倉本が長渕一家を富良野に誘い、長渕・志穂美悦子ら一家と過ごしたこと、富良野塾のメンバーのみのために長渕がコンサートを開いたこと、そのときに生まれた楽曲が、1995年発売のシングル「友よ」であることを明かした。

## 発売履歴
| 発売日         | タイトル                     | レーベル                 | 規格 | 規格品番   | 備考 |
| -------------- | ---------------------------- | ------------------------ | ---- | ---------- | ---- |
| 1997年6月25日  | 英二ふたたび＆長渕剛ふたたび | フォーライフミュージック | LD   | FLLF-8535  |      |
| 1997年6月27日  | 英二ふたたび＆長渕剛ふたたび | フォーライフミュージック | VHS  | FLVR-30012 |      |
| 1997年11月26日 | 英二ふたたび＆長渕剛ふたたび | フォーライフミュージック | DVD  | FLBF-8060  |      |